# South Connellsville
South Connellsville é um distrito localizado no estado norte-americano de Pensilvânia, no Condado de Fayette.

## Demografia
Segundo o censo norte-americano de 2000, a sua população era de 2281 habitantes.
Em 2006, foi estimada uma população de 2185, um decréscimo de 96 (-4.2%).

## Geografia
De acordo com o United States Census Bureau tem uma área de
4,6 km², dos quais 4,4 km² cobertos por terra e 0,2 km² cobertos por água. South Connellsville localiza-se a aproximadamente 305 m acima do nível do mar.

## Localidades na vizinhança
O diagrama seguinte representa as localidades num raio de 12 km ao redor de South Connellsville.